# شهر غنا
شهر غنا (به لاتین: Ghana Town) یک منطقهٔ مسکونی در گامبیا است که در West Coast Division واقع شده‌است. شهر غنا ۱٬۳۹۷ نفر جمعیت دارد.